# Live at Last Tour
Il Live at Last Tour è il primo tour della cantante statunitense Anastacia, in supporto del terzo album di inediti della cantante, Anastacia. Il tour ebbe due leg, una invernale e l'altra estiva: la prima fu chiamata Live at Last Tour o Anastacia is back... Live at Last Tour, mentre la seconda, che si svolse principalmente in stadi e parchi, fu intitolata The Encore Tour e comprese una setlist leggermente differente. Il tour ha venduto oltre 800.000 biglietti, diventando il secondo tour più famoso del 2004.

## Scaletta

### Live at Last ToureAnastacia is Back... Live at Last Tour
Questa scaletta rappresenta quella del concerto del 25 settembre 2004 all'arena Ahoy di Rotterdam. Non è, pertanto, rappresentativa per tutti gli spettacoli del tour.
I atto
Live at Last (intro con sequenza video)
1. Seasons Change
2. Why'd You Lie to Me
3. Sick and Tired
4. Secrets

II atto
Funk [interlude con ballerini, contiene elementi di Le Freak, Dance, Dance, Dance (Yowsah, Yowsah, Yowsah) e Sexy MF]
1. Not That Kind
2. Funky Band Breakdown [contiene elementi di Get Up (I Feel Like Being a) Sex Machine]
3. Freak Of Nature [contiene elementi di Do You Want Some Funk?! (Interlude)]

III atto
Ballet Interlude
1. Black Roses
2. You'll Never Be Alone
3. Heavy on My Heart
4. Welcome to My Truth
5. One Day in Your Life 1

IV atto
Underground Army (video interlude con ballerini)
1. Who's Gonna Stop The Rain (acoustic version)
2. Overdue Goodbye (acoustic version)

V atto
Time (video interlude con ballerini)
1. Left Outside Alone
2. I Do (contiene elementi di Amandla)

Make a Difference
VI atto - Encore
1. Paid My Dues
2. I'm Outta Love

1 Eseguita in duetto con due spettatori e in date selezionate

### The Encore Tour
Questa scaletta rappresenta quella del concerto del 3 luglio 2005 allo stadio Volkswagen di Wolfsburg. Non è, pertanto, rappresentativa per tutti gli spettacoli del tour.
I atto
The Encore (intro con sequenza video)
1. Seasons Change
2. Why'd You Lie to Me
3. Rearview
4. Sick and Tired
5. Secrets

II atto
Funk (interlude con ballerini, contiene elementi di Love Rollercoaster e Give It Up Or Turnit A Loose)
1. Not That Kind (contiene elementi di Sexy MF)
2. Don'tcha Wanna
3. Freak of Nature [contiene elementi di Do You Want Some Funk?! (Interlude)]

III atto
Ballet Interlude
1. Black Roses (contiene elementi di The Sweetest Taboo, Human Nature e Come Go With Me)
2. You'll Never Be Alone
3. Heavy on My Heart
4. Welcome to My Truth 1
5. One Day in Your Life

IV atto
Underground Army (video interlude con ballerini)
1. Who's Gonna Stop The Rain (acoustic version)
2. Overdue Goodbye (acoustic version)
3. The Saddest Part
4. Everything Burns

V atto
Time (video interlude con ballerini)
1. Left Outside Alone
2. I Do (contiene elementi di Amandla)

Make a Difference
VI atto - Encore
1. Paid My Dues
2. I'm Outta Love

1 Eseguita in date selezionate

## Date
| Live at Last Tour                    |                      |                  |                                |
| Europa                               |                      |                  |                                |
| 25 settembre 2004                    | Rotterdam            | Paesi Bassi      | Ahoy Rotterdam                 |
| 28 settembre 2004                    | Rotterdam            | Paesi Bassi      | Ahoy Rotterdam                 |
| 30 settembre 2004                    | Francoforte sul Meno | Germania         | Festhalle                      |
| 2 ottobre 2004                       | Basilea              | Svizzera         | St. Jakobshalle                |
| 4 ottobre 2004                       | Stoccarda            | Germania         | Hanns-Martin-Schleyer-Halle    |
| 6 ottobre 2004                       | Parigi               | Francia          | Zénith di Parigi               |
| 8 ottobre 2004                       | Anversa              | Belgio           | Sportpaleis                    |
| 10 ottobre 2004                      | Oberhausen           | Germania         | König Pilsener Arena           |
| 12 ottobre 2004                      | Amburgo              | Germania         | Color Line Arena               |
| 14 ottobre 2004                      | Oslo                 | Norvegia         | Oslo Spektrum                  |
| 16 ottobre 2004                      | Göteborg             | Svezia           | Scandinavium                   |
| 18 ottobre 2004                      | Stoccolma            | Svezia           | Stockholm Globe Arena          |
| 20 ottobre 2004                      | Copenaghen           | Danimarca        | Forum Copenaghen               |
| 22 ottobre 2004                      | Hannover             | Germania         | Preussag Arena                 |
| 24 ottobre 2004                      | Berlino              | Germania         | Velodrom                       |
| 26 ottobre 2004                      | Monaco di Baviera    | Germania         | Olympiahalle                   |
| 28 ottobre 2004                      | Milano               | Italia           | Mediolanum Forum               |
| 30 ottobre 2004                      | Vienna               | Austria          | Wiener Stadthalle              |
| 1º novembre 2004                     | Colonia              | Germania         | Lanxess Arena                  |
| 3 novembre 2004                      | Birmingham           | Inghilterra      | NEC Arena                      |
| 5 novembre 2004                      | Manchester           | Inghilterra      | Manchester Evening News Arena  |
| 7 novembre 2004                      | Glasgow              | Scozia           | SEC Centre                     |
| 9 novembre 2004                      | Belfast              | Irlanda del Nord | SSE Odyssey Arena              |
| 11 novembre 2004                     | Dublino              | Irlanda          | The O2                         |
| 14 novembre 2004                     | Londra               | Inghilterra      | Wembley Arena                  |
| 16 novembre 2004                     | Londra               | Inghilterra      | Wembley Arena                  |
| 20 novembre 2004                     | Badalona             | Spagna           | Pabellón Olímpico de Badalona  |
| 22 novembre 2004                     | Madrid               | Spagna           | Palacio Vistalegre             |
| 24 novembre 2004                     | Lisbona              | Portogallo       | Pavilhão Atlântico             |
| Anastacia is back… Live at Last Tour |                      |                  |                                |
| Data                                 | Città                | Stato            | Luogo                          |
| 4 febbraio 2005                      | Anversa              | Belgio           | Sportpaleis                    |
| 6 febbraio 2005                      | Ginevra              | Svizzera         | Arena di Ginevra               |
| 7 febbraio 2005                      | Ginevra              | Svizzera         | Arena di Ginevra               |
| 9 febbraio 2005                      | Bologna              | Italia           | PalaMalaguti                   |
| 11 febbraio 2005                     | Bolzano              | Italia           | Palaonda                       |
| 13 febbraio 2005                     | Graz                 | Austria          | Stadthalle Graz                |
| 15 febbraio 2005                     | Vienna               | Austria          | Wiener Stadthalle              |
| 17 febbraio 2005                     | Budapest             | Ungheria         | Budapest Sports Arena          |
| 19 febbraio 2005                     | Lubiana              | Slovenia         | Hala Tivoli                    |
| 21 febbraio 2005                     | Praga                | Repubblica Ceca  | Tesla Arena                    |
| 24 febbraio 2005                     | Francoforte sul Meno | Germania         | Festhalle                      |
| 25 febbraio 2005                     | Rotterdam            | Paesi Bassi      | Ahoy Rotterdam                 |
| 26 febbraio 2005                     | Rotterdam            | Paesi Bassi      | Ahoy Rotterdam                 |
| 1º marzo 2005                        | Colonia              | Germania         | Lanxess Arena                  |
| 3 marzo 2005                         | Norimberga           | Germania         | Nuremberg Arena                |
| 5 marzo 2005                         | Karlsruhe            | Germania         | Europahalle                    |
| 7 marzo 2005                         | Brema                | Germania         | ÖVB Arena                      |
| 10 marzo 2005                        | Helsinki             | Finlandia        | Hartwall-areena                |
| 11 marzo 2005                        | Helsinki             | Finlandia        | Hartwall-areena                |
| 16 marzo 2005                        | Dortmund             | Germania         | Westfalenhallen                |
| 18 marzo 2005                        | Lipsia               | Germania         | Red Bull Arena                 |
| 20 marzo 2005                        | Londra               | Inghilterra      | Wembley Arena                  |
| 21 marzo 2005                        | Londra               | Inghilterra      | Wembley Arena                  |
| 24 marzo 2005                        | Sheffield            | Inghilterra      | Sheffield Arena                |
| 26 marzo 2005                        | Manchester           | Inghilterra      | Manchester Evening News Arena  |
| 28 marzo 2005                        | Newcastle            | Inghilterra      | Metro Radio Arena              |
| 30 marzo 2005                        | Glasgow              | Scozia           | SEC Centre                     |
| 1º aprile 2005                       | Birmingham           | Inghilterra      | NEC Arena                      |
| 3 aprile 2005                        | Friedrichshafen      | Germania         | Messe Friedrichshafen          |
| 5 aprile 2005                        | Monaco di Baviera    | Germania         | Olympiahalle                   |
| 6 aprile 2005                        | Monaco di Baviera    | Germania         | Olympiahalle                   |
| The Encore Tour                      |                      |                  |                                |
| Data                                 | Città                | Stato            | Luogo                          |
| 29 giugno 2005                       | Salisburgo           | Austria          | Red Bull Arena                 |
| 1º luglio 2005                       | Norimberga           | Germania         | Arena Freigelände              |
| 3 luglio 2005                        | Wolfsburg            | Germania         | Volkswagen Arena               |
| 6 luglio 2005                        | Francoforte sul Meno | Germania         | Hauptwache                     |
| 8 luglio 2005                        | Arnhem               | Paesi Bassi      | Gelredome                      |
| 10 luglio 2005                       | Coblenza             | Germania         | Koblenz Castle                 |
| 12 luglio 2005                       | Mannheim             | Germania         | Maimarkthalle                  |
| 14 luglio 2005                       | Warwickshire         | Inghilterra      | Warwick Castle                 |
| 17 luglio 2005                       | Dublino              | Irlanda          | Marlay Park                    |
| 19 luglio 2005                       | Liverpool            | Inghilterra      | Big Top Arena at Clarence Dock |
| 22 luglio 2005                       | Ischgl               | Austria          | Silvretta Arena                |
| 24 luglio 2005                       | Cernobbio            | Italia           | Villa Erba                     |
| 26 luglio 2005                       | Roma                 | Italia           | Ippodromo delle Capannelle     |
| 28 luglio 2005                       | Catanzaro            | Italia           | Arena Magna Grecia             |
| 30 luglio 2005                       | Genova               | Italia           | Piazza Del Mare                |
| 1º agosto 2005                       | Pola                 | Croazia          | Arena di Pola                  |
| 3 agosto 2005                        | Nîmes                | Francia          | Arena di Nîmes                 |
| 5 agosto 2005                        | Monte Carlo          | Monaco           | Casinò di Monte Carlo          |
| 7 agosto 2005                        | Bratislava           | Slovacchia       | Petrzalka Stadium              |
| 10 agosto 2005                       | Malmö                | Svezia           | Mollerplatsen                  |
| 12 agosto 2005                       | Bergen               | Norvegia         | Koengen                        |
| 14 agosto 2005                       | Skanderborg          | Danimarca        | Skanderborg Lake               |

### Cancellazioni
| 14 marzo 2005  | Horsens | Danimarca | CASA Arena Horsens  | Problemi di salute dell'artista |
| 27 giugno 2005 | Berlino | Germania  | Parkbühne Wuhlheide | Problemi di produzione          |

## Personale

### Live at Last
Band
- Anastacia – voce
- Rob Bacon – chitarra elettrica, chitarra acustica
- Michael "Fish" Herring – chitarra elettrica, chitarra acustica
- Robert "JJ" Smith – basso
- Michael Bluestein – tastiere
- Chris "CJ" Johnson – batteria

Coro
- Dee Dee Foster
- Cindy Mizelle
- Lisa Vaughn

Ballerini
- Shana Lord
- Jon Cruz
- Raistalla
- Michael Cothren Pena

### Anastacia is back... Live at Last
Band
- Anastacia – voce
- Rob Bacon – chitarra elettrica, chitarra acustica
- Yogi Lonich – chitarra elettrica, chitarra acustica
- Robert "JJ" Smith – basso
- Michael Bluestein – tastiere
- Chris "CJ" Johnson – batteria

Coro
- Dee Dee Foster
- Cindy Mizelle
- Brandon Rogers

Ballerini
- Shana Lord
- Jon Cruz
- Yayoi Ito
- Michael Cothren Pena

### The Encore Tour
Band
- Anastacia – voce
- Tony Bruno – chitarra elettrica, chitarra acustica
- Yogi Lonich – chitarra elettrica, chitarra acustica
- Robert "JJ" Smith – basso
- Michael Bluestein – tastiere
- Chris "CJ" Johnson – batteria

Coro
- Dee Dee Foster
- Cindy Mizelle
- Brandon Rogers

Ballerini
- Shana Lord
- Jon Cruz
- Yayoi Ito
- Jose Cueva